# Tabanus wyndhamensis
Tabanus wyndhamensis är en tvåvingeart som beskrevs av M. Josephine Mackerras 1971. Tabanus wyndhamensis ingår i släktet Tabanus och familjen bromsar. Inga underarter finns listade i Catalogue of Life.